# گمینا کورچنا
گمینا کورچنا (به لهستانی:  Gmina Korczyna) یک گمینا در لهستان است که در شهرستان کروسنو واقع شده‌است. گمینا کورچنا ۹۲٫۴۴ کیلومتر مربع مساحت و ۱۰٬۷۳۳ نفر جمعیت دارد.